# Liberty 37
Liberty 37 war eine walisische Alternative-Rock-Band aus Swansea, die 1996 unter dem Namen Travis Inc gegründet wurde und sich 2002 auflöste. Kurzzeitig nannte sich die Gruppe Applecore.

## Geschichte
Die Band wurde im Jahr 1996 unter dem Namen Travis Inc gegründet und bestand aus dem Sänger Ishmael Lewis, dem Gitarristen Tim Batcup, dem Bassisten Andrew Watkins und dem Schlagzeuger Cliff Harris. Da es jedoch eine schottische Band namens Travis gab, nannte sie sich in Applecore um, was jedoch zu Konflikten mit Apple Corps führte. Daraufhin erfolgte eine erneute Umbenennung in Liberty 37. Travis Inc wurde in Class of 1998 im Kerrang aufgeführt.
Als erste Liberty-37-Veröffentlichung erschien Anfang 1998 über Org Records die Single No Beauty, wodurch die Gruppe einen Plattenvertrag bei Beggars Banquet Records erreichte. Die erste Veröffentlichung bei diesem Label erschien im Mai 1998 als EP Stuffed. Daraufhin folgte eine erste UK-Tour, an der auch Bullyrag teilnahm. Im Januar 1999 wurde die Single Revolution veröffentlicht, ehe es im Februar zusammen mit Pulkas und One Minute Silence auf eine Tournee durch Großbritannien ging, die 22 Auftritte umfasste. Zudem beendete die Band die Aufnahmen an ihrem Album. Während dessen kurzer Entstehungszeit waren drei verschiedene Schlagzeuger in der Band. Das von Colin Richardson produziert Album wurde im Juli unter dem Namen The Greatest Gift veröffentlicht. Vorab erschien im Mai die Single Oh River, die auf MTV in Großbritannien gespielt wurde, woraufhin es mit A auf eine weitere Tour durch Großbritannien, dieses Mal mit 18 Auftritten, ging. Im August war die Band bei den Reading and Leeds Festivals vertreten. Im Februar 2000 erschien Revolution als CD, ehe es im März und April auf eine kleine Tour durch Großbritannien ging. Im Sommer schrieb die Gruppe an ihrem nächsten Album. Durch verschiedene Ereignisse im Rest des Jahres wurde die Band jedoch etwas zurückgeworfen: Der Schlagzeuger Cliff Harris brach sich beim Fußballspielen (genauer gesagt beim Spielen von „Five-a-side football“) seinen Arm und auch der Gitarrist Tim Batcup verletzte sich beim Fußballspielen. Gegen Ende des Jahres war die Band wieder bereit, um Demoaufnahmen des geplanten Albums einzuspielen. Die Aufnahmen wurden Anfang Februar 2001 beendet, im März abgemischt und im Anschluss an Beggars Banquet Records gesandt. Aufgrund der langen Verzögerung seitens der Band und einer musikalischen Umorientierung seitens des Labels entschied es sich gegen die Veröffentlichung. Daraufhin unterzeichnete die Band einen Vertrag bei Mighty Atom Records. Das Label brachte Joe Gibb mit ein, der die Demoaufnahmen neu abmischte. Außerdem wurden zwei neue Songs aufgenommen. Das Album erschien Ende 2001 unter dem Namen God Machine. Aus familiären Gründen hatte Harris die Band bereits seit drei Monaten verlassen. Für die bereits geplanten Auftritte half Rhodri „Rod“ Thomas von der Band Goatboy aus, ehe Harris im Januar 2002 zur Besetzung zurückkehrte. Es kam allerdings noch im selben Jahr zur Auflösung.

## Stil
Christian Graf gab in seinem Nu Metal und Crossover Lexikon an, dass die Band als Hardcore-Version von Radiohead beschrieben wurde. Joel McIver schrieb in The Next Generation of Rock & Punk Nu-Metal, dass Liberty 37 zu den Spitzenreitern der britischen Nu-Metal-Szene zählte. Francoise Berger vom Rock Hard stellte in seiner Rezension zu The Greatest Gift fest, dass die Band das Alternative-Rock-Handbuch perfekt auswendig gelernt hat. Die Gruppe gebe sich mal riffbetont, mal spacig, mal balladesk und mal punkig mit schwerem Bass-Groove, jedoch gebe es auch sehr viele mittelmäßige Songs und es fehle an Wiedererkennungswert. Zudem vermische man „[h]ymnenhafte Radiohead'sche Träumereien“ mit „der typischen Insel-Rock-Gitarrenlanze“. Stewart Mason von Allmusic rezensierte das Album ebenfalls und hörte als größte Einflüsse Creed, Live und Pearl Jam heraus. Der Gesang weise gewisse Parallelen zu Eddie Vedder auf und die Texte seien klischeebehaftet, was beides auch einen Vergleich zu den genannten Bands nahelege. Im Lied ABC…Giant Steps klinge die Band wie eine weniger prätentiöse Version früher Radiohead.

## Diskografie
- 1998: No Beauty (Single, Org Records)
- 1998: Stuffed (EP, Beggars Banquet Records)
- 1999: Oh River (Single, Beggars Banquet Records)
- 1999: Revolution (Single, Beggars Banquet Records)
- 1999: When We Say (Single, Beggars Banquet Records)
- 1999: The Greatest Gift (Album, Beggars Banquet Records)
- 1999: Oh River (EP, Beggars Banquet Records)
- 2001: God Machine (Album, Mighty Atom Records)